# Định luật Gauss
Trong vật lý và giải tích toán học, định luật Gauss là một ứng dụng của định lý Gauss cho các trường véctơ tuân theo luật bình phương nghịch đảo với khoảng cách.
Ví dụ, với trường vectơ cường độ điện trường hay lực hấp dẫn, định luật này đưa ra mối liên hệ giữa thông lượng của hai trường véc tơ này đi qua một mặt đóng với điện tích hay khối lượng bị bao phủ bởi mặt. Đối với trường hợp của điện trường, định luật này cũng là một trong bốn phương trình là nền tảng cho lý thuyết điện từ trường.

## Định luật Gauss

### Định luật Gauss về Điện trường
Dưới dạng tích phân, Mật độ Điện trường được viết như sau
{\displaystyle \Phi =EA=\oint _{S}\mathbf {E} \cdot d\mathbf {A} ={1 \over \epsilon _{o}}\int _{V}\rho \ dV={\frac {Q_{A}}{\epsilon _{o}}}}
Với
{\displaystyle \Phi } là thông lượng điện,
{\displaystyle \mathbf {E} } là điện trường,
{\displaystyle d\mathbf {A} } là diện tích của một hình vuông vi phân trên mặt đóng S,
{\displaystyle Q_{\mathrm {A} }} là điện tích được bao bởi mặt đó,
{\displaystyle \rho } là mật độ điện tích tại một điểm trong {\displaystyle V},
{\displaystyle \epsilon _{o}} là hằng số điện của không gian tự do
{\displaystyle \oint _{S}} là tích phân trên mặt S bao phủ thể tích V.
Xem thêm thông tin và cách áp dụng định luật Gauss ở mặt Gaussian.
Dưới dạng vi phân, phương trình trở thành:
{\displaystyle \nabla \cdot \mathbf {D} =\rho }
Với 
{\displaystyle \nabla } là toán tử div,
D là cảm ứng điện trường (đơn vị C/m²),
ρ là mật độ điện tích (đơn vị C/m³), không tính đến các điện tích lưỡng cực biên giới trong vật chất. Dạng vi phân được viết dưới dạng định lý Gauss.
Đối với vật chất tuyến tính, phương trình trở thành:
{\displaystyle \nabla \cdot \epsilon \mathbf {E} =\rho }
với {\displaystyle \epsilon } là hằng số điện môi.

### Định luật Gauss về Từ trường
Dưới dạng tích  phân
{\displaystyle \Phi _{B}=BA=\int BdA=\mu I}

### Trọng trường
Bởi vì cả trọng lực và điện từ trường có cường độ lan toả tỉ lệ nghịch với bình phương khoảng cách giữa hai vật thể, chúng ta có thể liên hệ hai thứ đó sử dụng định luật Gauss bằng cách xem xét trường vectơ tương ứng của chúng {\displaystyle \mathbf {G} } và {\displaystyle \mathbf {E} }, với
{\displaystyle \mathbf {G} =-G_{c}{\frac {m}{r^{2}}}{\hat {r}}},
và
{\displaystyle \mathbf {E} ={\frac {1}{4\pi \epsilon _{0}}}{\frac {q}{r^{2}}}{\hat {r}}},
với {\displaystyle G_{c}} là hằng số trọng lực, {\displaystyle m} là khối lượng của điểm nguồn, {\displaystyle r} là bán kính (khoảng cách) giữa điểm nguồn đến vật thể khác, {\displaystyle \epsilon _{0}} là hằng số điện môi của không gian tự do, và {\displaystyle q} là điện tích của điểm nguồn.
Trong một cách tương tự chúng ta tính tích phân mặt cho điện từ trường để có được {\displaystyle {\frac {q}{\epsilon _{0}}}}, chúng ta có thể chọn một mặt Gauss thích hợp để tìm câu trả lời cho thông lượng trọng lực. Với một điểm có khối lượng đặt tại gốc của trục tọa độ, chọn lựa hợp lý nhất cho mặt Gauss là hình cầu có bán kính {\displaystyle r} với tâm là gốc tọa độ.
Chúng ta bắt đầu với dạng tích phân của định luật Gauss
{\displaystyle \Phi _{G}=\oint _{S}\mathbf {G} \cdot d\mathbf {A} }.
Một phần tử diện tích cực nhỏ chỉ đơn giản là diện tích của một góc đầy cực nhỏ, được định nghĩa như là
{\displaystyle d\mathbf {A} =r^{2}d\Omega {\hat {r}}}.
Mặt Gaussian được chọn sao cho vectơ vuông góc với mặt đó là vectơ bán kính xuất phát từ gốc tọa độ. Với
{\displaystyle \Phi _{G}=\oint _{S}G(r){\hat {r}}\cdot {\hat {r}}r^{2}d\Omega },
chúng ta thấy tích vô hướng của hai vec tơ bán kính là đơn vị và cả cường độ của trường, {\displaystyle \mathbf {G} }, và bình phương của khoảng cách giữa mặt và điểm đang xét, {\displaystyle r^{2}}, là không đổi trên mọi phần tử cực nhỏ của mặt đó. Điều này cho ta tích phân
{\displaystyle \Phi _{G}=G(r)r^{2}\oint _{S}d\Omega }.
Tích phân mặt còn lại chỉ là diện tích bề mặt cầu ({\displaystyle 4\pi r^{2}}). Nếu chúng ta gộp điều này với phương trình trường trọng lực bên trên, ta có biểu thức về thông lượng trọng lực của một điểm có khối lượng.
{\displaystyle \Phi _{G}=-{\frac {G_{c}m}{r^{2}}}4\pi r^{2}=-4\pi G_{c}m}
Thông lượng trọng lực, cũng giống như là điện từ, không phụ thuộc vào bán kính của mặt cầu.

## Cường độ điện trường
Cường độ Điện trường
{\displaystyle E={\frac {D}{\epsilon }}={\frac {Q}{\epsilon A}}}
Một điện tích Q đặt ở tâm một mặt cầu bán kính r, vector cường độ điện trường trên bề mặt cầu vuông góc với bề mặt, cùng cường độ ở mọi điểm trên mặt cầu đó, có dạng:
{\displaystyle E={\frac {Q}{\epsilon A}}={\frac {Q}{\epsilon _{0}4\pi r^{2}}}}
Với 
E là cường độ điện trường tại bán kính r,
Q là điện tích bao quanh
ε0 là hằng số điện.
Do đó sự phụ thuộc theo luật bình phương nghịch đảo quen thuộc trong định luật Coulomb đi theo từ định luật Gauss.
Định luật Gauss có thể được sử dụng để chứng tỏ rằng không có điện trường bên trong một lồng Faraday không có điện tích nào. Định luật Gauss là tương đương về mặt tĩnh điện với định luật Ampère, phát biểu liên quan đến từ tính. Cả hai phương trình sau này được hợp nhất vào các phương trình Maxwell.
Nó được công thức hóa bởi Carl Friedrich Gauss vào năm 1835, nhưng không công bố cho đến năm 1867. Bởi vì sự tương tự về mặt toán học, định luật Gauss có ứng dụng vào các đại lượng vật lý khác tuân theo một luật bình phương nghịch đảo như trọng lực hay cường độ của bức xạ. Xem thêm định lý Gauss.

## Cường độ Từ trường
Cường độ Từ trường
{\displaystyle B={\frac {\mu }{A}}I=LI}
Cường độ Từ trường của cộng dây thẳng dẩn điện

{\displaystyle B=LI={\frac {\mu }{A}}I={\frac {2\pi r}{A}}I}
Cường độ Từ trường của vòng tròn thẳng dẩn điện

{\displaystyle B=LI={\frac {\mu }{A}}I={\frac {2\pi }{A}}I}
Cường độ Từ trường của N vòng tròn thẳng dẩn điện

{\displaystyle B=LI={\frac {\mu }{A}}I=N{\frac {\mu }{A}}I}